# Andrew Smith Hallidie
Andrew Smith Hallidie (16 de marzo de 1836 - 24 de abril de 1900) fue un industrial nacido en Inglaterra y nacionalizado estadounidense, uno de los iniciadores de la fabricación de cable de acero en Norteamérica, actividad que compaginó con la construcción de puentes colgantes en el interior de California, y con la instalación de teleféricos, siendo el promotor del actual sistema de tranvías por cable de San Francisco. 

## Primeros años
Andrew Smith Hallidie, originalmente Andrew Smith, adoptó el nombre de Hallidie en honor a su tío, Sir Andrew Hallidie. Según varias fuentes, nació en Londres (Reino Unido). Su padre, Andrew Smith (un prolífico inventor por derecho propio, responsable de idear la primera bisagra con muelle para las tapas de las cajas de madera, de una sargenta para colocar entarimados y tenía una patente temprana para una "soga" de alambre) había nacido en 1798 en Fleming, Dumfrieshire, Escocia; y su madre, Julia Johnstone Smith, era originaria de Lockerbie, Dumfriesshire.
A los trece años, el joven Smith fue inicialmente aprendiz de un taller mecánico y de una oficina de delineación operada por su hermano mayor Archibald. En 1852, a la edad de dieciséis años, zarpó hacia California acompañando a su padre, que tenía intereses en algunas minas de oro en el condado de Mariposa. Ante los decepcionantes resultados de su inversión, el padre regresó a Inglaterra en 1853. Sin embargo, el hijo permaneció en California y se convirtió en un minero buscador de oro, mientras trabajaba como herrero, topógrafo y constructor de puentes. 
En 1856, mientras estaba empleado en la construcción de un canal en una mina en American Bar, se le consultó sobre el rápido desgaste de las cuerdas utilizadas para bajar los vagonetas cargadas de roca de la mina al molino. Estas cuerdas se agotaban en unos 75 días de uso continuado. Hallidie improvisó maquinaria para confeccionar un cable capaz de reemplazar al diseño de su padre, que duraba dos años, y en el proceso comenzó la fabricación de cables en California.

## Cables de alambre y puentes

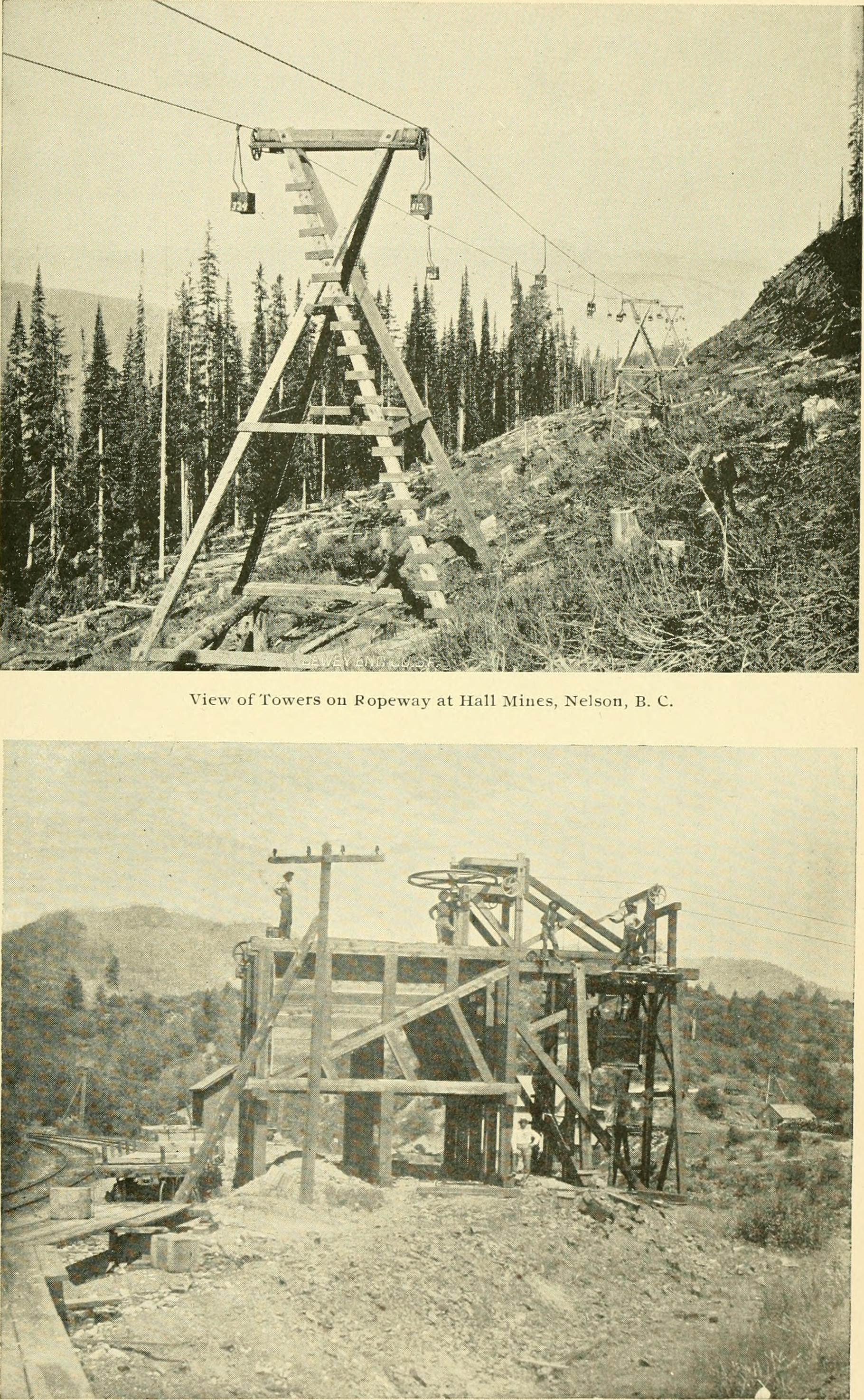
Teleférico Hallidie

Hallidie abandonó la minería en 1857 y regresó a San Francisco. Bajo el nombre de AS Hallidie & Co., comenzó la fabricación de cables metálicos en una nave situada en el cruce de las calles Mason y Chestnut, utilizando la maquinaria de American Bar. 
También estuvo muy involucrado en la construcción de puentes. Durante 1861 y 1862, construyó puentes sobre el río Klamath en Weitchpeck, en Nevada City, a través del río American en Folsom, y sobre los ríos Bear, Trinity, Stanislaus y Tuolumne. En 1863 construyó un puente sobre el río Fraser, 10 millas aguas arriba de Yale en Alexandra, en la Columbia Británica. 
También en 1863, Hallidie se casó con Martha Elizabeth Woods, matrimonio del que no tuvo hijos. En 1864, se convirtió en ciudadano de los Estados Unidos. En 1865 abandonó la construcción de puentes para dedicarse por completo a su negocio de fabricación de cable de alambre, que estaba experimentando una gran demanda gracias al auge de las minas de plata en Comstock Lode.
Inventó el teleférico Hallidie en 1867, un tipo de tranvía aéreo utilizado para transportar minerales y otros materiales a través de zonas montañosas, que instaló en varios lugares y posteriormente patentó.

## Teleféricos

Tranvía de Clay Hill, San Francisco, impulsado por un sistema de cables

Existen distintas versiones sobre el grado de implicación de Hallidie en la creación del Ferrocarril de Clay Street Hill. Una de ellas afirma que sustituyó al promotor original de la línea, Benjamin Brooks, cuando este no logró reunir el capital necesario. En otra versión, Hallidie aparece como el instigador de la obra, inspirado por el deseo de acabar con el sufrimiento de los caballos que arrastraban los tranvías por la calle Jackson, desde Kearny hasta la calle Stockton. 
También hay dudas sobre cuándo entró exactamente en servicio el teleférico. La concesión exigía que el primer viaje se realizara a más tardar el 1 de agosto de 1873, pero al menos una fuente informa que el primer recorrido se llevó a cabo un día más tarde, el 2 de agosto, pero que la ciudad decidió no anular el acuerdo. Algunos documentos informan de que el primer operador contratado por Hallidie, cuando miró desde lo alto de la empinada colina, se negó a bajar en el ferrocarril, por lo que fue el propio Hallidie quien lo guio colina abajo y subió de nuevo sin ningún problema. 
El ingeniero que figuró como responsable de la línea de Clay Street fue William Eppelsheimer, pero dada la experiencia previa de Hallidie con los cables y los sistemas de transporte por cable, parece probable que hubiera contribuido al diseño del sistema. 
La línea de Clay Street comenzó su servicio regular el 1 de septiembre de 1873 y fue un éxito financiero. Además, las patentes de Hallidie sobre el diseño del teleférico se aplicaron rigurosamente a los promotores de teleféricos de todo el mundo y lo convirtieron en un hombre rico.

## Otras actividades

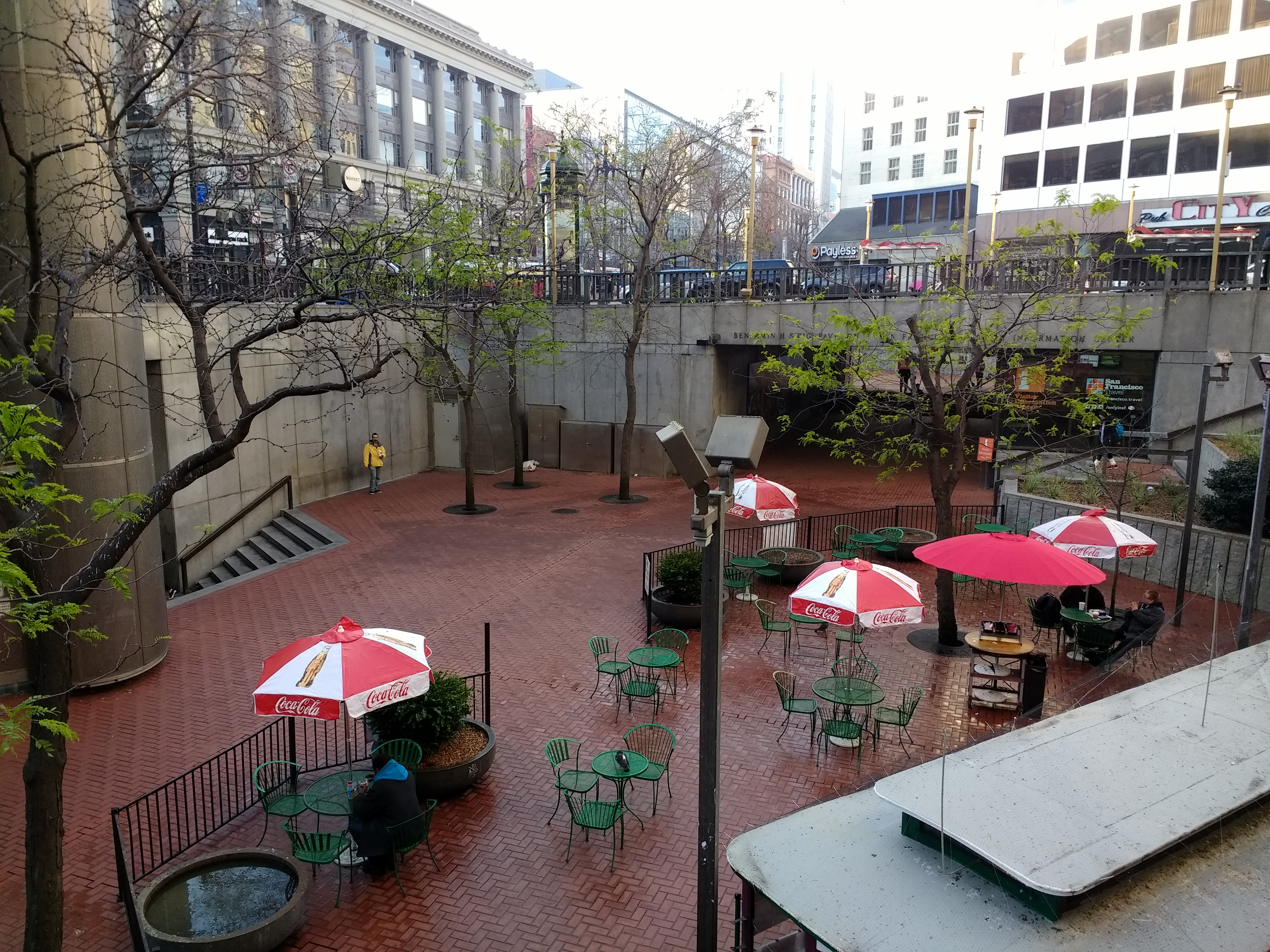
Hallidie Plaza, en San Francisco. Lleva el nombre de Andrew Smith Hallidie

Hallidie ocupó muchos cargos en la sociedad de San Francisco. Fue regente de la Universidad de California desde 1868 hasta su muerte; fideicomisario y vicepresidente del Instituto de Mecánica de San Francisco en 1864, y presidente de 1868 a 1877 y de 1893 a 1895. En 1873 se presentó a las elecciones para el Senado del Estado de California, y en 1875 se presentó a las elecciones como alcalde de San Francisco, pero en ambas ocasiones fue derrotado. 
También ejerció como fideicomisario de la Primera Iglesia Unitaria, y como moderador en 1883 y 1884. Fue miembro de la Sociedad Americana de Inventores, de la Sociedad Geográfica Americana, de la Academia de Ciencias de California y de otros organismos científicos y literarios. También perteneció a la antigua Sociedad Histórica de California y a los clubes Pacific-Union , Olympic y Sierra. 
AS Hallidie & Co. se convirtió en la California Wire Works en 1883, con Hallidie como presidente. En 1895, se vendió a Washburn y Moen Co., los fabricantes de alambre más antiguos de los Estados Unidos (establecidos en 1831). 
Hallidie murió el 24 de abril de 1900 a la edad de 65 años de una enfermedad cardíaca en su residencia de San Francisco.
En San Francisco, el Hallidie Plaza (cerca de la plataforma giratoria del teleférico de Powell y Market Street) y el Hallidie Building (un edificio de oficinas en el distrito financiero de la ciudad) llevan su nombre.